# 格蘭山
在托爾金（J. R. R. Tolkien）小說的中土大陸，格蘭山（Mount Gram）是一個虛構山峰。格蘭山的確實位置不明，但大概位於伊頓荒原（Ettenmoors）、安格馬山脈（Mountains of Angmar）或迷霧山脈（Misty Mountains）北部（有言格蘭山就是剛達巴山）。這裡有半獸人出沒，曾經攻擊夏爾（Shire）的哈比人。